# Lomas de Chapultepec
Lomas de Chapultepec är en ort i Mexiko.   Den ligger i kommunen Acapulco de Juárez och delstaten Guerrero, i den södra delen av landet, 300 km söder om huvudstaden Mexico City. Lomas de Chapultepec ligger 21 meter över havet och antalet invånare är 2 173.
Terrängen runt Lomas de Chapultepec är platt. Havet är nära Lomas de Chapultepec söderut.  Närmaste större samhälle är Amatillo, 13,0 km nordväst om Lomas de Chapultepec. 